# Nossa baselgia
Die Nossa baselgia (engadinerromanisch für Unsere Kirche) ist der vierseitige Innenteil der Zeitung reformiert. der deutschen und romanischen Schweiz. 

## Geschichte
Schon in den Vorgänger, den Bündner Kirchenboten, war die Nossa baselgia integriert. In diesen wurde sie 1968 aufgenommen, nachdem sie zuvor die reformierte kirchliche Zeitschrift im Val Müstair gewesen war.

## Verbreitung
Beigelegt wird sie dem monatlichen Versand in die reformierten Haushalte des Oberengadins, des Unterengadins und des Val Müstair sowie in Bivio und im Oberhalbstein.

## Aufmachung
Die Titelseite umfasst einen Artikel und eine Kolumne, jeweils auf Vallader oder Puter verfasst. Die Autoren sind entweder Pfarrer der Bündner Landeskirche oder interessierte Laien.
Die Seiten 2–4 dienen der Publikation von Gemeindenachrichten oder regionalen Veranstaltungen wie zu Il Binsaun.